# François-Anatole Gruyer
François-Anatole Gruyer (1825-1909) est un historien de l'art et conservateur au musée du Louvre, auteur de plusieurs ouvrages sur l'histoire de la peinture et spécialiste de Raphaël.

## Biographie
François-Anatole Gruyer est né à Paris et après des études d'ingénieur à l'École centrale des arts et manufactures (Promotion 1848), enseigne la physique et la chimie à l'école d'agronomie de Versailles. À la suite d'un voyage en Italie, il se prend de passion pour l'art et se consacre à l'étude de la peinture. Après plusieurs séjours à Rome et à Florence, il publie plusieurs ouvrages sur la peinture ancienne et plus particulièrement sur Raphaël dont il devient un spécialiste reconnu. Il entre à l'administration des beaux-arts en 1871 et est promu inspecteur général en 1872. En 1875, il est élu membre de l'académie des beaux-arts. En 1881, il est nommé conservateur du département des peintures du musée du Louvre mais il en démissionne dès 1886 après un désaccord avec ses supérieurs. 
Cantilien par sa femme, il est proche de Henri d'Orléans, duc d'Aumale qu'il conseille dans la constitution de sa collection. Il lui fait connaître l'architecte Honoré Daumet pour la reconstruction de son château et à partir de 1888, le duc lui confie la rédaction du catalogue raisonné des œuvres conservées au Chantilly. Il fait paraître plusieurs ouvrages, articles et brochures sur le sujet de 1896 jusqu'à sa mort. Il devient en 1897 un des trois membres du Collège des conservateurs représentant l'Institut de France au musée Condé fondé dans le château après la mort du duc. Il repose au cimetière Bourillon de Chantilly.

## Principaux ouvrages
Il est l'auteur de plusieurs ouvrages sur, outre Raphaël, la peinture italienne de la Renaissance. À partir de 1896, il se consacre à la publication des œuvres du musée Condé. 
- Essai sur les fresques de Raphaël au Vatican. Chambres. Loges. Paris : Vve Jules Renouard, 1858-1859, 2 vol., 364 et 292 p.
- Raphaël et l'Antiquité. Paris : 1864, Vve Jules Renouard, 2 vol., 460 et 484 p.
- Voyage autour du Salon carré au musée du Louvre. Paris : Firmin-Didot, 1891, I-496 p.
- La Peinture au château de Chantilly. Paris : Plon, Nourrit et Cie. I. Écoles étrangères. II. École française, 1896-1898, 2 vol. (378 et 502 p.).
- Chantilly. Les quarante Fouquet. Paris : Plon-Nourrit et Cie, 1897.
- Chantilly. Les portraits de Carmontelle. Paris : Plon-Nourrit et Cie, 1902, XIX-388 p.